# Cremastus indigus
Cremastus indigus är en stekelart som beskrevs av Dasch 1979. Cremastus indigus ingår i släktet Cremastus och familjen brokparasitsteklar. Inga underarter finns listade i Catalogue of Life.